# Draft da NBA de 2008
O Draft da NBA de 2008 foi realizado no dia 26 de junho de 2008, no Madison Square Garden em Nova York. O draft começou às 7:30 pm Eastern Daylight Time (23:30 UTC) e foi transmitido nos Estados Unidos pela ESPN. Neste draft, os times da National Basketball Association (NBA) selecionaram novatos da universidade nos Estados Unidos e outros jogadores elegíveis, incluindo jogadores internacionais.

## Ordem do Draft

### Primeira rodada
|  | Jogadores que foram incluídos no Hall da Fama do Basquete                               |
|  | Jogadores que foram pelo menos uma vez MVP da temporada da NBA                          |
|  | Jogadores que foram selecionados para pelo menos um NBA All-Star Game e um All-NBA Team |
|  | Jogadores que foram selecionados para pelo menos um All-NBA Team                        |
|  | Jogadores que foram selecionados para pelo menos um NBA All-Star Game                   |
|  | Jogadores que nunca atuaram em nenhuma partida sequer pela NBA                          |

| PG | Armador     |
| SG | Ala-armador |
| SF | Ala         |
| PF | Ala-pivô    |
| C  | Pivô        |

| Escolha | Nome              | Posição | Nacionalidade  | Time                                          | Universidade/Time |
| ------- | ----------------- | ------- | -------------- | --------------------------------------------- | ----------------- |
| 1       | Derrick Rose      | PG      | Estados Unidos | Chicago Bulls                                 | Memphis           |
| 2       | Michael Beasley   | PF      | Estados Unidos | Miami Heat                                    | Kansas State      |
| 3       | O. J. Mayo        | SG      | Estados Unidos | Minnesota Timberwolves (trocado para Memphis) | USC               |
| 4       | Russell Westbrook | PG      | Estados Unidos | Seattle SuperSonics                           | UCLA              |
| 5       | Kevin Love        | PF      | Estados Unidos | Memphis Grizzlies (trocado para Minnesota)    | UCLA              |
| 6       | Danilo Gallinari  | SF      | Itália         | New York Knicks                               | Olimpia Milano    |
| 7       | Eric Gordon       | SG      | Estados Unidos | Los Angeles Clippers                          | Indiana           |
| 8       | Joe Alexander     | SF      | Estados Unidos | Milwaukee Bucks                               | West Virginia     |
| 9       | D. J. Augustin    | PG      | Estados Unidos | Charlotte Bobcats                             | Texas             |
| 10      | Brook Lopez       | C       | Estados Unidos | New Jersey Nets                               | Stanford          |
| 11      | Jerryd Bayless    | PG      | Estados Unidos | Indiana Pacers (trocado para Portland)        | Arizona           |
| 12      | Jason Thompson    | PF      | Estados Unidos | Sacramento Kings                              | Rider             |
| 13      | Brandon Rush      | SG      | Estados Unidos | Portland Trail Blazers (trocado para Indiana) | Kansas            |
| 14      | Anthony Randolph  | PF      | Estados Unidos | Golden State Warriors                         | LSU               |
| 15      | Robin Lopez       | C       | Estados Unidos | Phoenix Suns                                  | Stanford          |
| 16      | Marreese Speights | PF      | Estados Unidos | Philadelphia 76ers                            | Flórida           |
| 17      | Roy Hibbert       | C       | EUA/Jamaica    | Toronto Raptors (trocado para Indiana)        | Georgetown        |
| 18      | JaVale McGee      | C       | Estados Unidos | Washington Wizards                            | Nevada (Reno)     |
| 19      | JJ Hickson        | PF      | Estados Unidos | Cleveland Cavaliers                           | NC State          |
| 20      | Alexis Ajinça     | C       | França         | Charlotte Bobcats                             | Hyères-Toulon     |
| 21      | Ryan Anderson     | PF      | Estados Unidos | New Jersey Nets                               | UC Berkeley       |
| 22      | Courtney Lee      | SG      | Estados Unidos | Orlando Magic                                 | Western Kentucky  |
| 23      | Kosta Koufos      | C       | Grécia/EUA     | Utah Jazz                                     | Ohio State        |
| 24      | Serge Ibaka       | PF      | Congo/Espanha  | Seattle SuperSonics                           | CB L'Hospitalet   |
| 25      | Nicolas Batum     | SF      | França         | Houston Rockets (trocado para Portland)       | Le Mans           |
| 26      | George Hill       | PG      | Estados Unidos | San Antonio Spurs                             | IUPUI             |
| 27      | Darrell Arthur    | PF      | Estados Unidos | New Orleans Hornets (trocado para Memphis)    | Kansas            |
| 28      | Donté Greene      | SF      | Estados Unidos | Memphis Grizzlies (trocado para Houston)      | Syracuse          |
| 29      | D. J. White       | PF      | Estados Unidos | Detroit Pistons (trocado para Seattle)        | Indiana           |
| 30      | J. R. Giddens     | SG      | Estados Unidos | Boston Celtics                                | Novo México       |

### Segunda rodada
| Escolha | Nome                  | Posição | Nacionalidade  | Time                                           | Universidade/Time   |
| ------- | --------------------- | ------- | -------------- | ---------------------------------------------- | ------------------- |
| 31      | Nikola Peković        | C       | Montenegro     | Minnesota Timberwolves                         | Panathinaikos BC    |
| 32      | Walter Sharpe         | PF      | Estados Unidos | Seattle SuperSonics (trocado para Detroit)     | UAB                 |
| 33      | Joey Dorsey           | PF      | Estados Unidos | Portland Trail Blazers (trocado para Houston)  | Memphis             |
| 34      | Mario Chalmers        | PG      | Estados Unidos | Minnesota Timberwolves (trocado para Miami)    | Kansas              |
| 35      | DeAndre Jordan        | C       | Estados Unidos | Los Angeles Clippers                           | Texas A&M           |
| 36      | Ömer Aşık             | C       | Turquia        | Portland Trail Blazers (trocado para Chicago)  | Fenerbahçe Ülker    |
| 37      | Luc Mbah a Moute      | SF      | Camarões       | Milwaukee Bucks                                | UCLA                |
| 38      | Kyle Weaver           | SG      | Estados Unidos | Charlotte Bobcats                              | Washington State    |
| 39      | Sonny Weems           | SG      | Estados Unidos | Chicago Bulls (trocado para Denver)            | Arkansas            |
| 40      | Chris Douglas-Roberts | SG      | Estados Unidos | New Jersey Nets                                | Memphis             |
| 41      | Nathan Jawai          | PF      | Austrália      | Indiana Pacers (trocado para Toronto)          | Cairns Taipans      |
| 42      | Sean Singletary       | PG      | Estados Unidos | Sacramento Kings                               | Virgínia            |
| 43      | Patrick Ewing Jr.     | SF      | EUA/Jamaica    | Sacramento Kings                               | Georgetown          |
| 44      | Ante Tomić            | C       | Croácia        | Utah Jazz                                      | KK Zagreb           |
| 45      | Goran Dragić          | PG      | Eslovênia      | San Antonio Spurs (trocado para Phoenix)       | Union Olimpija      |
| 46      | Trent Plaisted        | PF      | Estados Unidos | Seattle SuperSonics (trocado para Detroit)     | BYU                 |
| 47      | Bill Walker           | SG      | Estados Unidos | Washington Wizards (trocado para Boston)       | Kansas State        |
| 48      | Malik Hairston        | SG      | Estados Unidos | Phoenix Suns (trocado para San Antonio)        | Oregon              |
| 49      | Richard Hendrix       | PF      | Estados Unidos | Golden State Warriors                          | Alabama             |
| 50      | DeVon Hardin          | C       | Estados Unidos | Seattle SuperSonics                            | UC Berkeley         |
| 51      | Shan Foster           | SG      | Estados Unidos | Dallas Mavericks                               | Vanderbilt          |
| 52      | Darnell Jackson       | PF      | Estados Unidos | Miami Heat (trocado para Cleveland)            | Kansas              |
| 53      | Tadija Dragićević     | PF      | Sérvia         | Utah Jazz                                      | Estrela Vermelha BC |
| 54      | Maarty Leunen         | PF      | Estados Unidos | Houston Rockets                                | Oregon              |
| 55      | Mike Taylor           | PG      | Estados Unidos | Portland Trail Blazers (trocado para Clippers) | Idaho Stampede      |
| 56      | Sasha Kaun            | C       | Rússia         | Seattle SuperSonics (trocado para Cleveland)   | Kansas              |
| 57      | James Gist            | PF      | Estados Unidos | San Antonio Spurs                              | Maryland            |
| 58      | Joe Crawford          | SG      | Estados Unidos | Los Angeles Lakers                             | Kentucky            |
| 59      | Deron Washington      | SF      | Estados Unidos | Detroit Pistons                                | Virgínia Tech       |
| 60      | Semih Erden           | C       | Turquia        | Boston Celtics                                 | Fenerbahçe Ülker    |